# Barbara Ossenkopp
Barbara Ossenkopp (* 1943 in Lüneburg; †  28. Mai 2021 in Jakarta, Indonesien) war eine deutsche Nachtclubtänzerin, Schauspielerin und Tierschützerin. Als „Chinesen-Babs“ wurde sie in den 1960er-Jahren im Hamburger Vergnügungsviertel St. Pauli eine lokale Bekanntheit. Später arbeitete sie in Indonesien in einer Auffangstation für Orang-Utans.

## Biografie
Ossenkopp wuchs in kleinbürgerlichen Verhältnissen in der niedersächsischen Stadt Lüneburg auf. 1961 zog sie nach Hamburg, um eine Anstellung als Dekorateurin anzunehmen. 

### St. Pauli

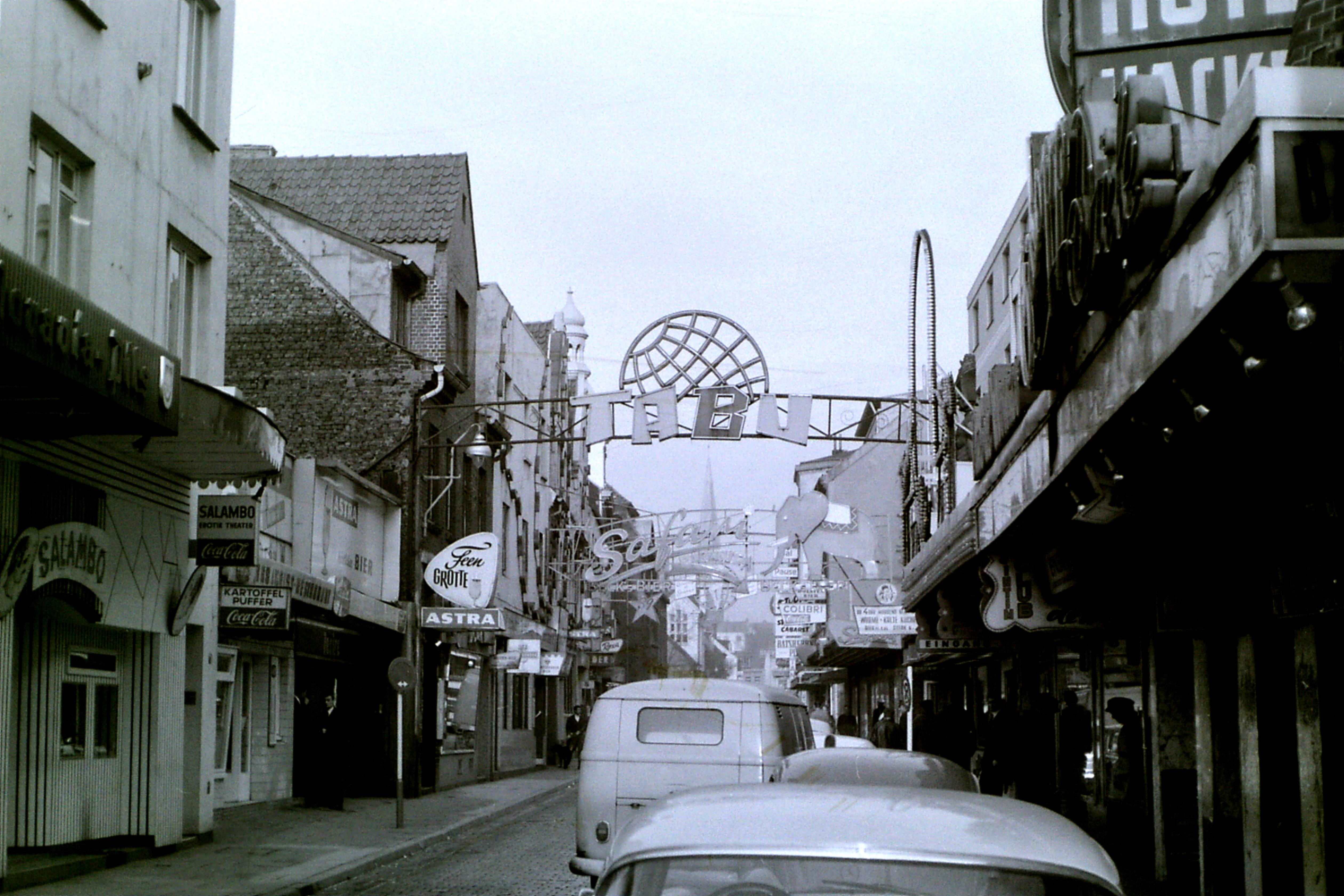
Nachtclub Salambo in der Großen Freiheit (links, 1968)

Durch die Mitbewohnerin ihrer Wohngemeinschaft lernte Ossenkopp in den frühen 1960er-Jahren die Kneipen- und Clubszene  St. Paulis kennen. Nachdem sie eine kurze Zeit als Bardame gearbeitet hatte, wurde sie Striptease-Tänzerin in René Durands Nachtclub Salambo an der Großen Freiheit. Bei ihren Auftritten hatte sie oft betont geschminkte Augen und trug eine dunkle Perücke, wodurch zusammen mit ihren hohen Wangenknochen ein asiatisches Erscheinungsbild entstand. Daraus resultierte die Bezeichnung „Chinesen-Babs“, unter der sie bald über die Grenzen St. Paulis hinaus bekannt wurde. Der Fotograf Günter Zint, ein langjähriger Wegbegleiter, beschrieb Ossenkopp als Vamp und Femme Fatale; ihr Vorbild sei Anita Berber gewesen, eine Tänzerin aus dem Berlin der 1920er-Jahre.

### Film und Fernsehen
Nach einiger Zeit wurde Ossenkopp auch von den Medien wahrgenommen. Sie erhielt Aufträge unter anderem vom Norddeutschen Rundfunk, für den sie Stars wie Paul Newman und Sean Connery interviewte. 
In den frühen 1970er-Jahren hatte Ossenkopp Kontakt zur Hamburger Szene, zu der unter anderem Udo Lindenberg gehörte. Als Lindenberg 1974 in der ZDF-Sendung Disco sein Lied Alles klar auf der Andrea Doria präsentierte, war Ossenkopp als Komparsin an dem Auftritt beteiligt. Zu dieser Zeit erhielt sie auch erste Rollen als Schauspielerin in deutschen Spiel- und Fernsehfilmen. Nach ihrem Debüt in einer Folge der Krimiserie Dem Täter auf der Spur spielte sie zunächst vor allem Nebenrollen in Erotikkomödien. In mindestens einer dieser Produktionen wurde sie explizit als „Chinesen-Babs“ angekündigt. Andererseits hatte sie Rollen in Filmen von Herbert Achternbusch, Christel Buschmann und Klaus Lemke. Mit ihrem Auftritt in dem „Hamburg-Film“ Gibbi Westgermany setzte sie sich 1979 von dem Erotik-Genre ab. Ihre letzte Rolle hatte Ossenkopp 1987 in der zweiten Folge der Fernsehserie Mozart und Meisel von Peter Hajek, mit dem sie in den 1980er-Jahren sechs Jahre lang liiert war.

### Tierschützerin in Indonesien
Nachdem die Beziehung zu Hajek zerbrochen war, zog Ossenkopp nach Indonesien. Anfänglich lebte sie auf Bali, wo sie ihren Lebensunterhalt unter anderem als Kunstmalerin bestritt. 2002 lernte sie in Jakarta Ulrike Freifrau von Mengden kennen, die sich seit Jahrzehnten im Zoo der indonesischen Hauptstadt um verwaiste Orang-Utan-Affen kümmerte. Ossenkopp wurde zu von Mengdens Assistentin und arbeitete 18 Jahre mit ihr zusammen.

### Tod
Nachdem von Mengden im Januar 2020 gestorben war, verarmte Ossenkopp. In den letzten Jahren war sie an Parkinson und Leukämie erkrankt. Die finanzielle Unterstützung durch Hamburger Freunde, unter ihnen Günter Zint und Udo Lindenberg, ermöglichte im Frühjahr 2021 die Durchführung einer Therapie in Jakarta, die Erfolg zu versprechen schien. Bevor sie die geplante Rückreise nach Hamburg antreten konnte, infizierte sich Ossenkopp mit COVID-19 und starb am 28. Mai 2021, 78-jährig, an den Folgen dieser Erkrankung in einem Krankenhaus in Jakarta und wurde auf einem Friedhof der indonesischen Hauptstadt bestattet. Sie hinterließ eine Tochter.

## Filmografie

### Spielfilme
- 1973: Wer einmal in das Posthorn stößt
- 1973: Das darf doch nicht wahr sein
- 1974: Dorotheas Rache
- 1975: Die sündige Kleinstadt
- 1980: Gibbi Westgermany
- 1981: Das letzte Loch
- 1985: Verführung: Die grausame Frau
- 1985: Auf immer und ewig

### Fernsehfilme
- 1972: Dem Täter auf der Spur (eine Episode)
- 1974: Paul
- 1987: Mozart und Meisel (eine Episode)

## Barbara Ossenkopp in der Literatur
In seinem 2019 erschienenen Roman Große Freiheit beschreibt der Autor Rocko Schamoni „Chinesen-Babs“ als eine Barbetreiberin.